# ساندور ليو
ساندور ليو (بالمجرية: Liu Shaolin Sándor)‏ (و. 1995  م) هو متزلج على مسار قصير مجري، ولد في بودابست، شارك في الألعاب الأولمبية الشتوية 2014.

## روابط خارجية
- ساندور ليو على موقع ShortTrackOnLine.info (الإنجليزية)
- ساندور ليو على موقع ShortTrackOnLine.info (الإنجليزية)
- ساندور ليو على موقع اللجنة الأولمبية الدولية (الإنجليزية)
- ساندور ليو على موقع أوليمبيديا (الإنجليزية)